# Platycephalisca
Platycephalisca là một chi ruồi trong họ Chloropidae.